# Дворский, Иван Иванович
Иван Иванович Дворский (1919-1945) — красноармеец Рабоче-крестьянской Красной Армии, участник Великой Отечественной войны, Герой Советского Союза (1945).

## Биография
Иван Дворский родился 6 апреля 1919 года в селе Горигляды (ныне — в Тернопольской области Украины) в крестьянской семье. Окончил начальную школу, после чего работал батраком, затем вступил в колхоз. В 1940 году Дворский был призван на службу в Рабоче-крестьянскую Красную Армию. Проходил службу в Свердловске. С ноября 1944 года — на фронтах Великой Отечественной войны, был наводчиком станкового пулемёта 801-го стрелкового полка 235-й стрелковой дивизии 43-й армии 3-го Белорусского фронта. Отличился во время штурма Кёнигсберга.
5 апреля 1945 года во время боёв за форт № 5 на подступах к Кёнигсбергу Дворский первым в своём подразделении преодолел заполненный водой противотанковый ров и установил свой пулемёт, открыв огонь по противнику. Действия Дворского способствовали успешной переправе через ров всей роты. 6 апреля 1945 года во время штурма форта № 5, когда под массированным огнём противника залёг стрелковый батальон, Дворский выдвинулся вперёд и открыл по форту огонь, уничтожив около 50 солдат и офицеров противника, подавив четыре пулемёта. 7 апреля 1945 года Дворский погиб в бою. Похоронен в Калининграде.
Указом Президиума Верховного Совета СССР от 19 апреля 1945 года за «мужество, отвагу и героизм, проявленные в борьбе с немецкими захватчиками», красноармеец Иван Дворский посмертно был удостоен высокого звания Героя Советского Союза. Также был награждён орденами Ленина и Красного Знамени, рядом медалей.
Бюсты Дворского установлены в Гориглядах и селе Коропец Монастырисского района. В его честь названы улицы в Коропце и Монастыриске. Имя героя было присвоено большому морозильному рыболовному траулеру КБ-0244 «Иван Дворский» (порт приписки Калининград).